# Tuhár
Tuhár é um município da Eslováquia, situado no distrito de Lučenec, na região de Banská Bystrica. Tem 19,24 km² de área e sua população em 2018 foi estimada em 355 habitantes.

## Demografia
| Ano:        | 1994 | 2004    | 2014    | 2024    |
| ----------- | ---- | ------- | ------- | ------- |
| Broj ljudi: | 471  | 414     | 370     | 326     |
| Razlika:    |      | -12,10% | -10,62% | -11,89% |

| Ano:               | 2023 | 2024   |
| ------------------ | ---- | ------ |
| Número de pessoas: | 333  | 326    |
| Diferença:         |      | -2,10% |